# Joyeux Noël, Charlie Brown !
Pour plus de détails, voir Fiche technique et Distribution.
Joyeux Noël, Charlie Brown ! (A Charlie Brown Christmas) est un téléfilm de Noël d'animation américain diffusé pour la première fois en 1965. C'est le premier dessin animé special prime time (diffusé en première partie de soirée) basé sur la série Peanuts de Charles M. Schulz.
Il est produit et réalisé par Bill Melendez qui assure aussi le doublage original du personnage de Snoopy.
Initialement sponsorisé par Coca-Cola, le dessin animé est diffusé au départ sur CBS de 1965 à 1999, et sur ABC depuis 2000. Pendant de nombreuses années, sa diffusion était annuelle, mais il passe maintenant de nombreuses fois durant la saison de Noël.
Joyeux Noël, Charlie Brown ! est une production de A Lee Mendelson - Bill Melendez production, United Feature Syndicate et Antefilms.
Le dessin animé a remporté les prix Emmy et Peabody.
En Suisse, le dessin animé a été diffusé à partir du 22 décembre 1971 sur la TSR, avec le titre "Charlie Brown fête Noël".
En France, le dessin animé a été diffusé pour la première fois en décembre 1972 (probablement le 14) sur la Deuxième chaîne de l'ORTF dans Colorix. Elle a été rediffusée en 1980 sur TF1, 1997 à Canal J, 2003 sur Télétoon et de 2003 à 2009 sur Boomerang, les deux avec un doublage québécois. Il a également été diffusé sur Télé-Québec / Radio-Québec dans 1978 jusqu'à 2012.

## Synopsis

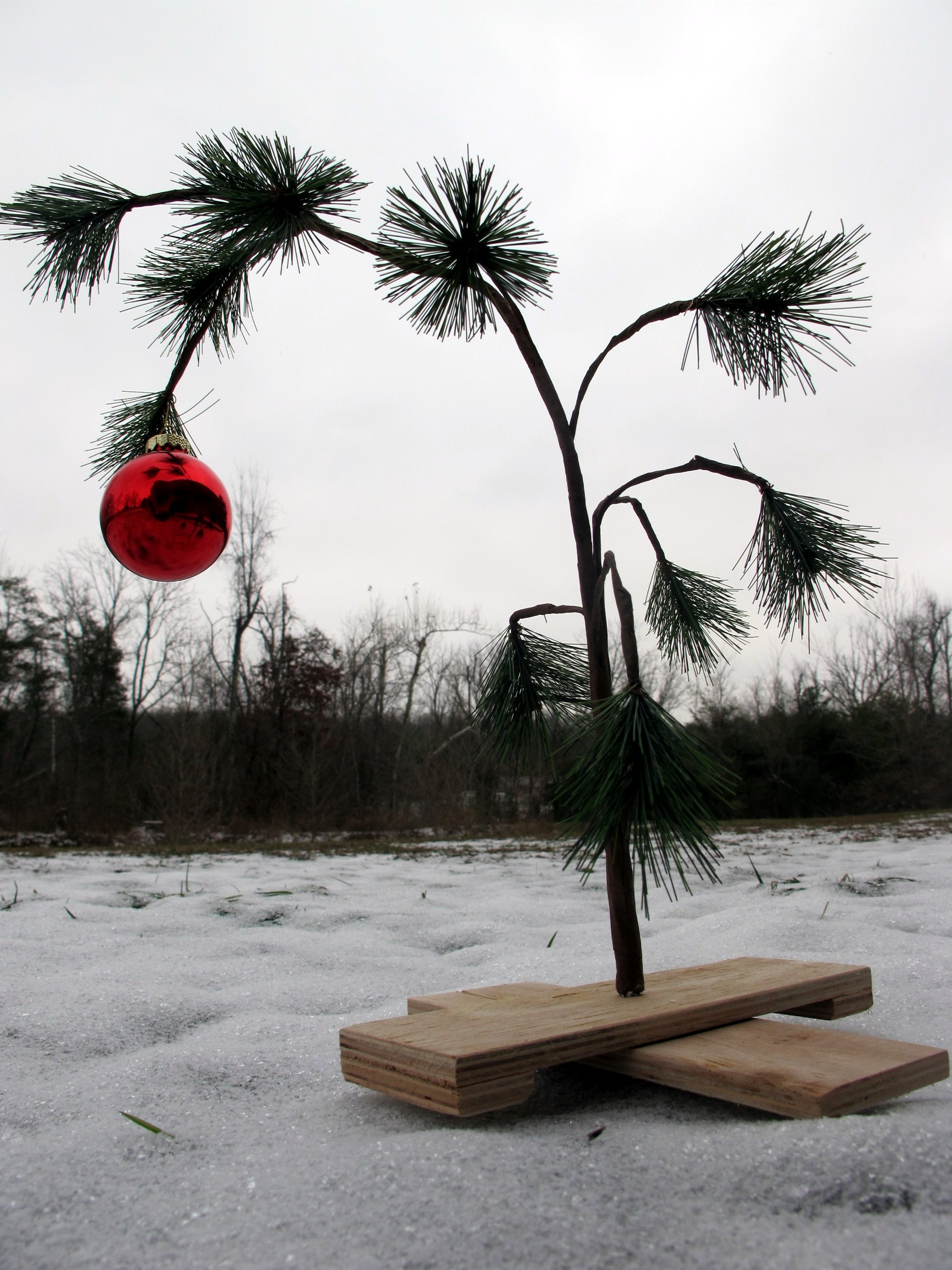
Un arbre de Noël dans le style de Charlie Brown.

En route pour rejoindre leurs amis en train de patiner sur un étang gelé, Charlie Brown confie à Linus qu'il se sent toujours déprimé durant la période de Noël. Il visite le stand psychiatrique de Lucy et lui raconte son problème. Elle lui suggère de s'impliquer dans un projet de Noël, l'invitant à diriger le spectacle de Noël. Elle se plaint ensuite d'être aussi déprimée à Noël car elle n'obtient jamais ce qu'elle veut vraiment : des biens immobiliers.
Charlie Brown est dégoûté par la marchandisation de Noël quand il voit Snoopy décorer sa niche pour gagner de l'argent dans un concours d'illuminations et décorations de Noël, et encore plus quand sa petite sœur Sally, lui dicte une lettre dans laquelle elle demande au Père Noël une longue liste de cadeaux ou juste de l'argent en billets de 10 ou 20 dollars. Charlie Brown arrive à la salle de répétition, les acteurs préfèrent danser sur de la musique entraînante plutôt que de suivre ses directives. Il décide de se procurer un sapin de Noël pour être dans l'ambiance de Noël.  Lucy lui demande alors de rapporter un grand arbre en aluminium brillant, si possible peint en rose.
Au magasin de sapins, Charlie Brown, accompagné de Linus, choisit un arbre chétif qui est le seul arbre naturel parmi les sapins en aluminium. Linus fait remarquer à Charlie que ce n'est pas le type d'arbre demandé par Lucy. Lorsqu'ils reviennent, Lucy et les autres méprisent Charlie pour ce mauvais choix et s'éloignent en riant. Désespéré, Charlie Brown demande en criant si quelqu'un sait pourquoi Noël est si important ; Linus lui dit qu'il le sait et s'avance sur la scène. Sous les projecteurs, Linus cite un passage de la bible, l'annonce aux bergers, et termine son explication par « Voilà pourquoi Noël est si important, Charlie Brown. ».
Décidé à ne pas laisser le mercantilisme lui gâcher son Noël, Charlie ramène le sapin à la maison pour le décorer. Il s'arrête à la niche de Snoopy où il découvre que celui-ci a gagné le premier prix du concours de décorations de Noël. Il accroche une grosse boule rouge à son sapin mais celle-ci fait plier le petit arbre jusqu'au sol et Charlie s'éloigne d'un air abattu. Les autres enfants arrivent sur les lieux peu après. Linus redresse doucement l'arbre et l'enveloppe de sa couverture puis tous les enfants décorent l'arbre qui devient un magnifique arbre de Noël, si bien que même Lucy concède que Charlie a bien choisi son sapin. Les enfants commencent alors à fredonner le chant de Noël Hark! The Herald Angels Sing. En les entendant, Charlie revient et tous lui crient « Joyeux Noël, Charlie Brown! », puis chantent avec lui alors que la neige commence à tomber pendant le générique de fin.

## Fiche technique
Sauf indication contraire, les informations mentionnées dans cette section peuvent être confirmées par la base de données cinématographiques IMDb,  présente dans la section « Liens externes ».
- Titre original : A Charlie Brown Christmas
- Titre français[1] et québécois[2] : Joyeux Noël, Charlie Brown !
- Réalisation : Bill Melendez
- Scénario : Charles M. Schulz
- Musique : Vince Guaraldi
- Montage : Robert T. Gillis
- Production : Bill Melendez, Lee Mendelson (exécutif)
- Sociétés de production : Lee Mendelson Films, Bill Melendez Productions, en coopération avec United Feature Syndicate (UFS)
- Budget : 96 000 $
- Pays de production : États-Unis
- Langue originale : anglais
- Format : couleur - 4:3
- Genre : animation, comédie, musical
- Durée : 25 minutes
- Dates de première diffusion :
  -  États-Unis : 9 décembre 1965 sur CBS
    -  Canada : 5 décembre 1965 sur CTV
    -  Australie : 25 décembre 1965 sur ABC
    -  Royaume-Uni : 20 décembre 1970 sur ITV1

  -  Suisse : 22 décembre 1971 sur la TSR
    -  France : 14 décembre 1972 sur la Deuxième chaîne de l'ORTF
    -  Québec : 25 décembre 1978 sur Télé-Québec / Radio-Québec

## Distribution des voix

### Voix originales
Sauf indication contraire, les informations mentionnées dans cette section peuvent être confirmées par la base de données cinématographiques IMDb,  présente dans la section « Liens externes ».
- Peter Robbins (en) : Charlie Brown
- Chris Shea : Linus van Pelt
- Tracy Stratford : Lucy van Pelt
- Cathy Steinberg : Sally Brown
- Chris Doran : Schroeder et Shermy
- Karen Mendelson : Patty
- Geoffrey Orstein : Pig-Pen
- Sally Dryer (en) : Violet
- Anne Altieri : Frieda
- Bill Melendez : Snoopy

### Voix françaises

#### Doublage du DVD
(juin 2025).
Si vous disposez d'ouvrages ou d'articles de référence ou si vous connaissez des sites web de qualité traitant du thème abordé ici, merci de compléter l'article en donnant les références utiles à sa vérifiabilité et en les liant à la section « Notes et références ».
- Alexis Tomassian : Charlie Brown
- Sauvane Delanoë : Lucy van Pelt
- Adeline Chetail : Sally Brown
- Hervé Rey : Linus van Pelt
- Dorothée Pousséo : Pigpen
- Emmanuel Garijo : Schroeder
- Dorothée Pousséo : Pig-Pen
- Laetitia Coryn : Violet

#### Doublage d'Apple TV+
- Adeline Chetail : Lucy van Pelt
- Kaycie Chase : Charlie Brown
- Cécile Gatto : Linus van Pelt
- Lisa Caruso : Sally Brown
- Timothée Bardeau : Pig-Pen
- Sacha Tomassian : Schroeder
- Alice Orsat : Frieda
- Cerise Calixte : Shermy
- Issia Lorrain : Patty
- Claire Baradat : Violet

 Source et légende : version française (VF) sur RS Doublage

#### Doublage québécois
- Ève Gagnier : Charlie Brown
- Mirielle Lachance : Lucy Van Pelt
- Jocelyne Goyette : Linus Van Pelt
- Nicole Fontaine : Sally Brown / Frieda
- Flora Balzano : Schroeder / Pig-Pen

 Source et légende : version québécoise (VQ) sur Doublage.qc.ca